# Коршунов Віктор Іванович
Коршунов Віктор Іванович (24 листопада 1929—17 квітня 2015) — радянський і російський актор театру і кіно. Народний артист СРСР (1984).

## Біографічні відомості
Народився 24 листопада 1929 р. Закінчив Школу-студію МХАТу (1951). Працював в Малому театрі.
Знявся в українських фільмах: «У мертвій петлі» (1962, Нестеров), «Золотий годинник» (1968), «Серце Бонівура» (1970, 2 с, Любанський).

## Фільмографія
- 1956 — Перші радощі
- 1957 — «Незвичайне літо»
- 1958 — «Сорока-злодійка» — Степан
- 1962 — У мертвій петлі
- 1966 — По тонкому льоду
- 1967 — «Лікар Віра» — Мудрик
- 1973 — «Справа була, так!?.»
- 1974 — «Батьки і діти» — Євген Базаров